# Barbara Czekalla
Barbara Czekalla (n. 7 noiembrie 1951, Caputh⁠(d), Brandenburg, Germania) este o sportivă ce a reprezentat Germania, medaliată olimpică. A participat la 2 ediții ale Jocurilor Olimpice (1976, 1980) în care a câștigat o medalie de argint.